# Cornelia Hanisch
Pour les articles homonymes, voir Hanisch.
Cornelia Hanisch est une fleurettiste allemande née le 12 juin 1952 à Francfort-sur-le-Main.

## Carrière
La fleurettiste ouest-allemande participe aux épreuves de fleuret individuelle et par équipe des Jeux olympiques d'été de 1976 à Montréal, se classant respectivement aux cinquième et quatrième places. Lors des Jeux olympiques d'été de 1984 à Los Angeles, elle est sacrée championne olympique avec ses coéquipières Zita Funkenhauser, Christiane Weber, Sabine Bischoff et Ute Kircheis-Wessel en épreuve par équipe et vice-championne olympique dans l'épreuve individuelle.